# Neuuuuu
Neuuuuu（1995年11月14日—2014年11月30日），本名曾鹏宇，四川泸州人，中國網络翻唱歌手，主要在bilibili發表自己的翻唱作品。于2014年11月30日在四川永宁西村微博直播自杀身亡，后被央视报道。

## 经历

### 早年
1995年11月14日，曾鹏宇出生在泸州。曾鹏宇2岁多时，他的父母离婚，曾鹏宇被法院判给其母抚养，其父亲离开泸州去了深圳，此后曾鹏宇很少与其父来往。后其母改嫁，不久后也离开泸州到海南经商，曾鹏宇遂交给其外婆抚养。据其外婆称，曾鹏宇在初中毕业的暑假时到深圳和父亲生活了两个月，但这段经历并不开心，“娃儿说这话，应该是这个意思”“两个人住在一起，娃儿说连口热饭都吃不上，他还那么小”。2012年，曾鹏宇从泸州江南职业中学毕业，到海南跟随母亲并在该地找了一份工作。因效益不好，2014年他便辞掉了工作。

### 翻唱经历
曾鹏宇喜爱日本动漫与动画歌曲，最喜欢《阳炎计划》中的歌曲《文乃的幸福理论》。2014年6月21日，曾鹏宇以网名「Neuuuuu」在bilibili投稿了翻唱歌曲《【神經元】回忆补时（有念白）》，此后又陆续投稿了5部翻唱歌曲的影片。其中他翻唱的动画歌曲《unravel》演绎的是《东京食尸鬼》中主人公金木研从常人变为「喰种」后的痛苦与纠结，即使网友已经听过他翻唱的版本，他也要尝试不同的音高。其朋友称“也许歌词让他有种共鸣”。为了在网络上展示自己的翻唱作品，曾鹏宇经常以每首歌100到200元的费用为自己翻唱的歌曲做后期制作。
2014年10月，曾鹏宇在海口市参加了一场动漫主题的唱歌比赛，获得比赛第三名。2014年11月14日，曾鹏宇发表其最后一部影片《【神經元＆尋音】 同样的话》。

## 直播自杀事件

### 过程
2014年11月26日，曾鹏宇返回泸州，并开始在纳溪一家金融公司工作。其外婆表示在这期间曾鹏宇告诉自己交到了女朋友，但外婆当作玩笑而未过注意。11月29日，曾鹏宇第一天上班，该公司的业务经理认为其「很健谈」，临走前领导嘱咐曾鹏宇要把长发剪短。11月29日晚上，他和外公外婆一起吃晚饭，期间表现出比较乐观的态度。
后因与女友分手等感情问题，曾鹏宇于2014年11月29日晚上开始流露出自杀倾向，于30日上午点燃炭火自杀并用新浪微博进行直播，期间尝试放弃自杀，但最终因为网络暴力自杀身亡。从其早上8点外出买安眠药到失去意识期间，他一共发出38条微博，每条微博评论转发均达上千；截至2014年12月1日，其最后一条微博转发量达到6,117次，评论量达到31,895条。
（2014年11月29日22:26开始在半个小时内连续发布了44条微博，内容提及自杀、割腕，过程中屡次1分钟内连发2条微博。）
- 22:26，发布：“心都死了还留着身体有什么用？”
- 23:03，上传了自己最后一份原声作品并更新微博：“为一个女人自杀，我可爱吗？”
- 29日深夜，发布：“你们安慰我是挺好的，可是完全不感觉开心，我跟你们好多人也不熟啊。”

（2014年11月30日）
- 00:08－03:02，微博内容表现情绪逐渐稳定：“谢谢大家的正能量和前女友不懈的开导，我睡觉去了，明早出门买买买。”
- 07:48，发布：“今天是11月30号，这么早不知道医院和超市营业了没，我冷静的想了很久最后还是决定离开，不用劝我了，希望到时候不会有太多的痛苦吧，我也很遗憾自己做了这种决定，可是我真的无法再继续下去了没有那么多的痛苦和无奈吧。”期间有网友劝阻也有网友嘲讽。
- 08:20，开始直播，并表示“意外的容易，不过我这种长期熬夜的人”。
- 09:15，发布：“再感叹一会我就走了。”
- 09:53，发布：“我已经不知道自己是在哭还是在笑了，我走了，希望大家都能幸福。”
- 11:20，发布：“老子不死了行不行”，40分钟内，数百条留言涌进这条微博下方评论，大部分都是“不行”“你赔我流量”“你必须死”等负面留言。
- 11:34，发布一张即将点燃的钢炭的照片，留言：“对不起大家，我真的要死了。”期间又说了几次“对不起”之类的话，而大部分网友通过模仿嘲讽。又发表：“真的结束了，没有多少空气了。”此话引发了网络上的戏仿。
- 12:01，发布：“炭燃了。安眠药起效了，我还不想死，但是没法自救了。”
- 12:34，发布：“到了最后一刻你却拉黑了我。”

### 事件后续及去世
与曾鹏宇因翻唱爱好而相识的好友在其自杀时首先劝阻他的自杀行为，他们看到曾鹏宇发布的微博后，纷纷留言安慰他。后曾鹏宇在海南的朋友与一些网友在微博上標註泸州公安的官方帳號“平安泸州”，而后微博管理员将信息反馈至泸州市公安局指挥中心，指挥中心随即指令相关警署、部门查找，并通知其家属。
12月1日下午，其家属与警察赶到曾鹏宇独自居住的小姨家，其舅舅踹开了小姨家的门口，发现家中门窗紧闭，屋中放着一盆烧过的钢炭与空的安眠药药盒，房内充满炭烧味和天然气的气味，曾鹏宇平躺在沙发上，而地上有明显炭烧痕迹。后经医护人员检查，曾鹏宇昏迷没有意识、面无血色、嘴唇发白、呼吸微弱。为此医护人员简单救治后将其送往当地人民医院抢救，但最终因抢救无效死亡。12月2日，曾鹏宇被火化，后其家人删除了他直播死亡的所有微博。

### 各方态度及评价
曾鹏宇的母亲认为微博上“与女友分手”的信息不应该成为其自杀的理由；其朋友认为此事件中的曾鹏宇与他们印象裡「活跃、乐观、且乐于助人」的曾鹏宇形成了反差，而对于曾鹏宇情绪波动的原因，其朋友表示是其女友确定要出国读书，也许是感到两人之间并不合适，其女友向曾鹏宇提出了分手；其在海南的朋友称“几乎每秒都会有几个人留下评论，看热闹、或是刺激他”。曾鹏宇和朋友很少交流有关家庭的话题，偶尔会聊起母亲。他和母亲住在一起的时候，会把工资攒下来准备母亲的生日礼物。
曾鹏宇死后，其微博的留言被大量用户的“对不起，真的对不起”“你快回来”等字样刷屏；也有网友模仿，在微博直播自己的“烧炭过程”。
心理分析師石勇表示：“一心求死的人，已经对这个世界无话可说，既不希望有人看到，也不想看到别人了。所以，他如果‘直播自杀’，说明他即使求死的程度很强烈，仍想和这个世界打交道，也即仍有生的留恋。”中国医科大学附属第一医院精神医学科主任秦晓霞认为网络直播自杀等新的自杀方式「需要引起重视」，“真正自杀意念很强的人，一般很少暴露自己的决定。而这类网络直播自杀或公开跳楼、跳桥的人，往往是内心充满了矛盾的人，既有巨大的压力、苦闷、烦恼，也有希望被关注、被帮助的心理。可以说，发出直播自杀的消息就是在发出一种‘求助信号’”，并呼吁社会关注抑郁症等心理疾病患者人群。

## 相关
广东省广州市番禺区2015届九年级综合测试一模政治科试题中的第23题将Neuuuuu直播自杀的事件作为题目的背景材料。